# Olsavszky Éva
Olsavszky Éva (Budapest, 1929. szeptember 18. – 2021. február 27 (k. n.)) Kossuth- és kétszeres Jászai Mari-díjas magyar színésznő.

## Életpálya
1947-ben kezdte pályáját a Jókai Színházban. 1949–50-ben a Bányász Színház, 1950-től a Honvéd Színház, 1951-től 1954-ig pedig a Magyar Néphadsereg Színházának volt tagja. Töltött Győrben, Szolnokon és Szegeden is egy-egy esztendőt, majd újból Győrben, a Kisfaludy Színháznál  játszott 1957-től 1963-ig. Három éven keresztül a kaposvári Csiky Gergely, majd négy évig a debreceni Csokonai Színháznál szerepelt, 1970-től megint Kaposvárra került. 1980-tól a Nemzeti Színház, 1982-től haláláig pedig a Katona József Színház alapító tagja.
Férjével, Kun Vilmossal évtizedek óta azonos társulat tagjai voltak. Hatvanhét bemutatón léptek együtt színpadra.

## Főbb színházi szerepei

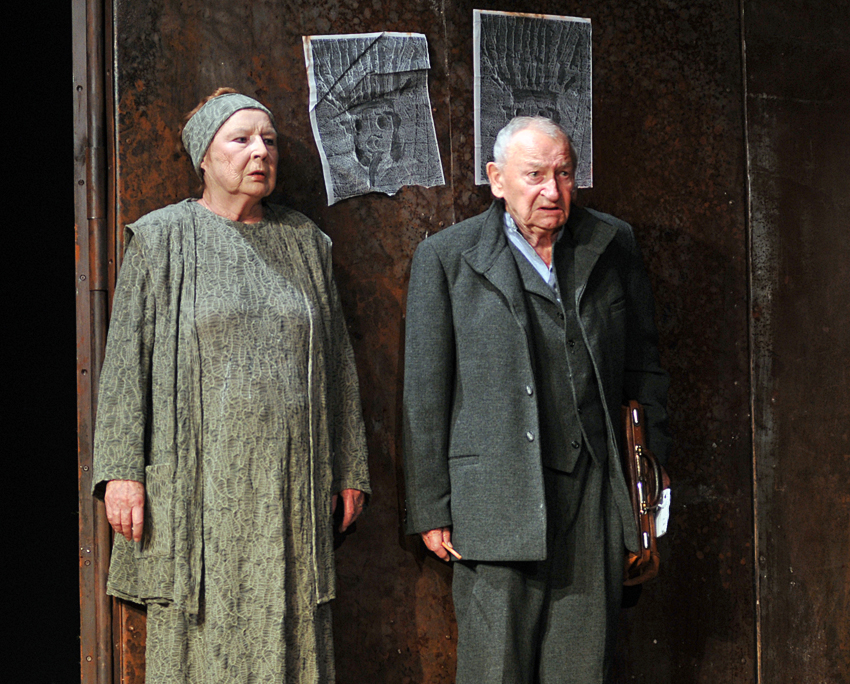
Férjével, Kun Vilmossal a Macbeth 2008-as előadásán. (Szilágyi Lenke felvétele)

- Tóth Flóra (Bródy Sándor: A tanítónő)
- Johanna (Shaw: Szent Johanna)
- Lujza (Schiller: Ármány és szerelem)
- Éva (Madách Imre: Az ember tragédiája)
- Arkagyina (Csehov: Sirály)[5]
- Kurázsi mama (Brecht)
- Simone Evrard (Peter Weiss: Marat/Sade)
- Hyppolita, Titánia (Shakespeare: Szentivánéji álom)
- Rozamunda királynő (Jarry: Übü király)
- Giza (Örkény István: Macskajáték)
- Vojnyickaja (Csehov: A manó)
- Hrehorowiczówna (Spiró György: Az imposztor)
- Nyikolajevna-Török nő (Bulgakov: Menekülés)
- Liza, szolgáló (Kleist: Az eltört korsó)
- Margret (Strindberg: Az apa)
- Avdotya Nazarovna (Csehov: Ivanov)
- Köves néni (Kárpáti Péter: Akárki)
- Vinnai–Bodó: Ledarálnakeltűntem
- Priamus (Shakespeare: Troilus és Cressida)
- Petrovic asszony (Srbljanović: Sáskák)
- Udvarhölgy (Shakespeare: Macbeth)
- Fogoly  (Bond: Kétezerhetvenhét)
- Nagyságos asszony (Ödön von Horváth: Mesél a bécsi erdő)

## Filmjei

### Játékfilmek
- Szerelem első vérig (1986)
- Ismeretlen ismerős (1988)
- Napló apámnak, anyámnak (1990)
- A nagy postarablás (1992)
- Portugál (2000)
- Szent Iván napja (2003)
- Tabló – Minden, ami egy nyomozás mögött van! (2008)

### Tévéfilmek
- A zöld köves gyűrű (1977)
- Örökkön örökké (1984)
- Akár tetszik, akár nem (1985)
- Aranyóra (1987)
- Teljes napfogyatkozás (1989)
- Rizikó (1993)
- Patika (1994–1995)
- Barátok közt (2001)

## Díjak
- Jászai Mari-díj (1959, 1963)
- SZOT-díj (1964)
- Kossuth-díj (1973)
- A Magyar Köztársasági Érdemrend kiskeresztje (1994)
- A Magyar Köztársasági Érdemrend tisztikeresztje (2002)
- PUKK-díj (2006)

Kapcsolódó fejezetek: